# Nguyễn Xuân Phúc
Nguyễn Xuân Phúc (província de Quảng Nam, 17 de juliol de 1954) és un polític vietnamita. Vice-Primer ministre de 2011 a 2016, és Primer ministre des del 8 d'abril de 2016.

## Biografia
Nguyễn Xuân Phúc estudia gestió econòmica a la universitat nacional d'economia de Hanoi de 1973 a 1978, després estudia gestió administrativa a l'Acadèmia administrativa nacional del Vietnam.
De 1978 a 1979, va treballar per al consell econòmic de Quảng Nam-Dà Nang. De 1980 a 1993, va treballar primer com empleat, abans de ser cap adjunt del comitè popular de Quảng Nam - a Nẵng. Va ocupar a continuació diversos llocs, sobretot el de president de província, director dels despatxos del govern, abans d'arribar a ser vice-Primer ministre (2011-2016).
És elegit Primer ministre el 7 d'abril de 2016 amb 90 % de vots de l'Assemblea nacional. Parla anglès amb fluïdesa.